# Seryda
Seryda is een geslacht van vlinders van de familie bloeddrupjes (Zygaenidae), uit de onderfamilie Procridinae.

## Soorten
- S. actinota Jordan, 1913
- S. anacreon (Druce, 1884)
- S. basirei (Druce, 1891)
- S. cincta Walker, 1856
- S. constans (Edwards, 1881)
- S. glaucotis (Hampson, 1907)
- S. isa Jordan, 1913
- S. mimica Hering, 1926
- S. thyana Druce, 1884
- S. uniformis Hering, 1932